# Beata Łysińska
Wanda Lucyna Beata Łysińska (ur. 30 czerwca 1876 roku we wsi Zawady w powiecie makowskim, zm. 1 sierpnia 1967 roku w Warszawie) – polska działaczka społeczna i polityczna.

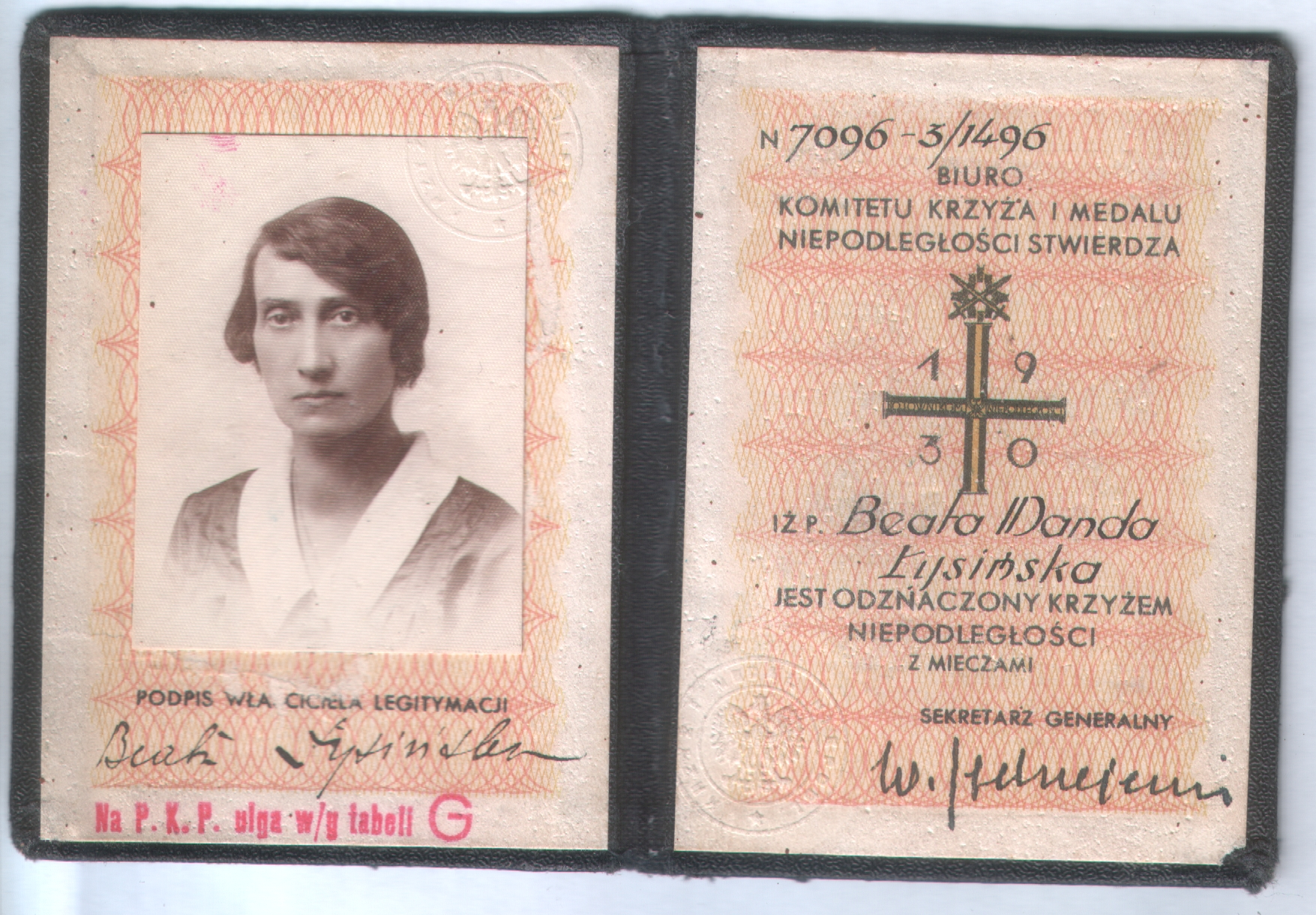
Legitymacja Krzyża Niepodległości z Mieczami

## Życiorys
Od 1903 roku była członkiem Polskiej Partii Socjalistycznej. Działała w pomocy więziennej i kółkach oświatowych, a od 1905 roku w Organizacji Bojowej PPS. W 1906 roku brała udział w przygotowaniu zamachu na generał-gubernatora Skałona. Znała osobiście wszystkich uczestników zamachu, pozostając w szczególnie bliskiej przyjaźni z Wandą Gawrońską. Jej rola polegała na przenoszeniu ładunku wybuchowego, łączności na trasie przejazdu karety Gubernatora oraz podawaniu umówionych znaków w momencie jego przejazdu. Pełniła również funkcję kurierki, przewoziła nielegalną korespondencję do Krakowa i przechowywała znaczne sumy pieniędzy, zdobyte w kasach cesarskich przez bojowców PPS.
14 sierpnia 1906 roku, na cztery dni przed zamachem na Skałona, została rozpoznana przez carską Ochranę, aresztowana i osadzona w X pawilonie Cytadeli Warszawskiej. Po przeszło półrocznym śledztwie 1 marca 1907 roku została zwolniona z aresztu i skazana na zsyłkę na Syberię. Dzięki staraniom adwokata PPS Stanisława Patka, uwzględniono jej ciężki stan zdrowia i zsyłkę zamieniono na wydalenie za granicę bez prawa powrotu. Po rocznym pobycie poza granicami zaboru rosyjskiego w 1908 powróciła nielegalnie do Królestwa Polskiego i pracowała dla Organizacji Bojowej. W maju 1909 została ponownie aresztowana przez żandarmerię i po raz kolejny została uwięziona w Cytadeli Warszawskiej. Przebywała tam do 1 grudnia 1909 roku. Po kolejnym wygnaniu z kraju, dzięki interwencji Stanisława Patka otrzymała w 1911 pozwolenie na powrót do kraju. 9 sierpnia 1914 roku została członkiem Obywatelskiego Komitetu Ratunkowego w Lubartowie, służącego pomocą ofiarom wojny, a w szczególności opieką nad żołnierzami i dziećmi rezerwistów. W sierpniu 1915 roku po wyparciu wojsk rosyjskich z Lubartowa została przewodniczącą koła Ligi Kobiet Polskich Pogotowia Wojennego w Lubartowie.
Wanda Beata Łysińska była absolwentką zakładu Naukowego Henryki Czarnockiej, pod której kierownictwem ukończyła w 1899 nielegalny kurs pedagogiczny. W latach 1904–1905 należała do nielegalnego Towarzystwa Pedagogicznego pod kierownictwem prof. Stanisława Karpowicza. Uczestniczyła w strajku szkolnym w 1905 roku. Od 1906 pracowała jako nauczycielka w szkole Macierzy Szkolnej w Łodzi. W czasie przymusowej zsyłki w 1908 spędziła rok w Paryżu uczęszczając na zajęcia z nauk przyrodniczych na Sorbonie. Po uzyskaniu niepodległości władze oświatowe nie uwzględniły uprawnień nauczycielskich Wandy Łysińskiej, co skłoniło ją do zmiany zawodu. W 1926 roku ukończyła kurs sanitarny PCK a od 1927 rozpoczęła pracę w charakterze sanitariuszki w Szpitalu im. Józefa Piłsudskiego w Warszawie.
W 1933, w uznaniu zasług w pracy niepodległościowej, otrzymała jedno z najwyższych odznaczeń Polski międzywojennej – Krzyż Niepodległości z Mieczami (nr 3/1496) a w 1938 odznakę honorową „Za walkę o Szkołę Polską”. W czasie obrony Warszawy (1939) i w czasie powstania warszawskiego (1944) nie ustawała w pracy przy opatrywaniu rannych. Jej najbliższą przyjaciółką była Maria Koszutska „Kostrzewa” i mimo sporów światopoglądowych przyjaźń ta, zapoczątkowana we wczesnej młodości, trwała przez całe życie. Do grona przyjaciółek i koleżanek należały Wanda Gawrońska, Stafania Sempołowska, prof. Natalia Gąsiorowska-Grabowska oraz Janina Bem. Do grona znajomych należeli również Aleksander Świętochowski, Stanisław Patek i kolega partyjny Tomasz Arciszewski.